# Finale NBA
Finale NBA je letna prvenstvena serija Nacionalne košarkarske zveze . Vzhodni in zahodni konferenčni prvaki igrajo serijo do 4, da bi določili prvaka lige. Zmagovalci finala prejmejo pokal Larry O'Brien Championship, ki je leta 1983 nadomestil pokal Walter A. Brown.

## Serija
Serija je bila sprva znana kot finale BAA pred sezono 1949–50, ko se je Ameriška košarkarska zveza (BAA) združila z Nacionalno košarkarsko ligo (NBL) in ustanovila NBA. Tekmovanje je nadziralo nadaljnje spremembe imen v seriji svetovnega prvenstva NBA od leta 1950 do 1985, pa tudi kratek čas kot Showdown, preden se je leta 1986 uvrstil v finale NBA. Od leta 2018 je uradno znan kot finale lige NBA, ki ga YouTube TV predstavlja zaradi sponzorskih razlogov.

## Finale NBA
je bil sprva strukturiran v obliki 2–2–1–1–1. Leta 1985 je bil zaradi lažje količine tekaških potovanj spremenjen v format 2-3, kjer sta bili prvi dve in zadnji dve tekmi serije odigrani na prizorišču ekipe, ki si je prislužila prednost domačega igrišča z boljšim rekordom v rednem delu sezone. Leta 2014 je bila obnovljena oblika 2–2–1–1–1. Prvi dve tekmi se igrata na domu višje zasedenega moštva, naslednja dva na domu nižje postavljenega moštva, preostala tri pa se igrata na domačem prizorišču vsake ekipe izmenično.
Skupno 19 franšiz je zmagalo v finalu lige NBA, Toronto Raptors pa zadnji leta 2019. Boston Celtics je rekorder v največ zmagah, saj je na tekmovanju zmagal 17-krat,ima pa tudi največ zaporednih naslovov, od leta 1959 je ligo dobil 8-krat do leta 1966. Los Angeles Lakers so se z 31 nastopi največkrat potegovali za finale lige NBA. Vzhodna konferenca je zagotovila največ prvakov z 38 zmagami iz 10 franšiz, Zahodna konferenca ima 32 od 9 franšiz.